# Alur Gadung
Alur Gadung is een bestuurslaag in het regentschap Langkat van de provincie Noord-Sumatra, Indonesië. Alur Gadung telt 3029 inwoners (volkstelling 2010).